# Jiří Štokman

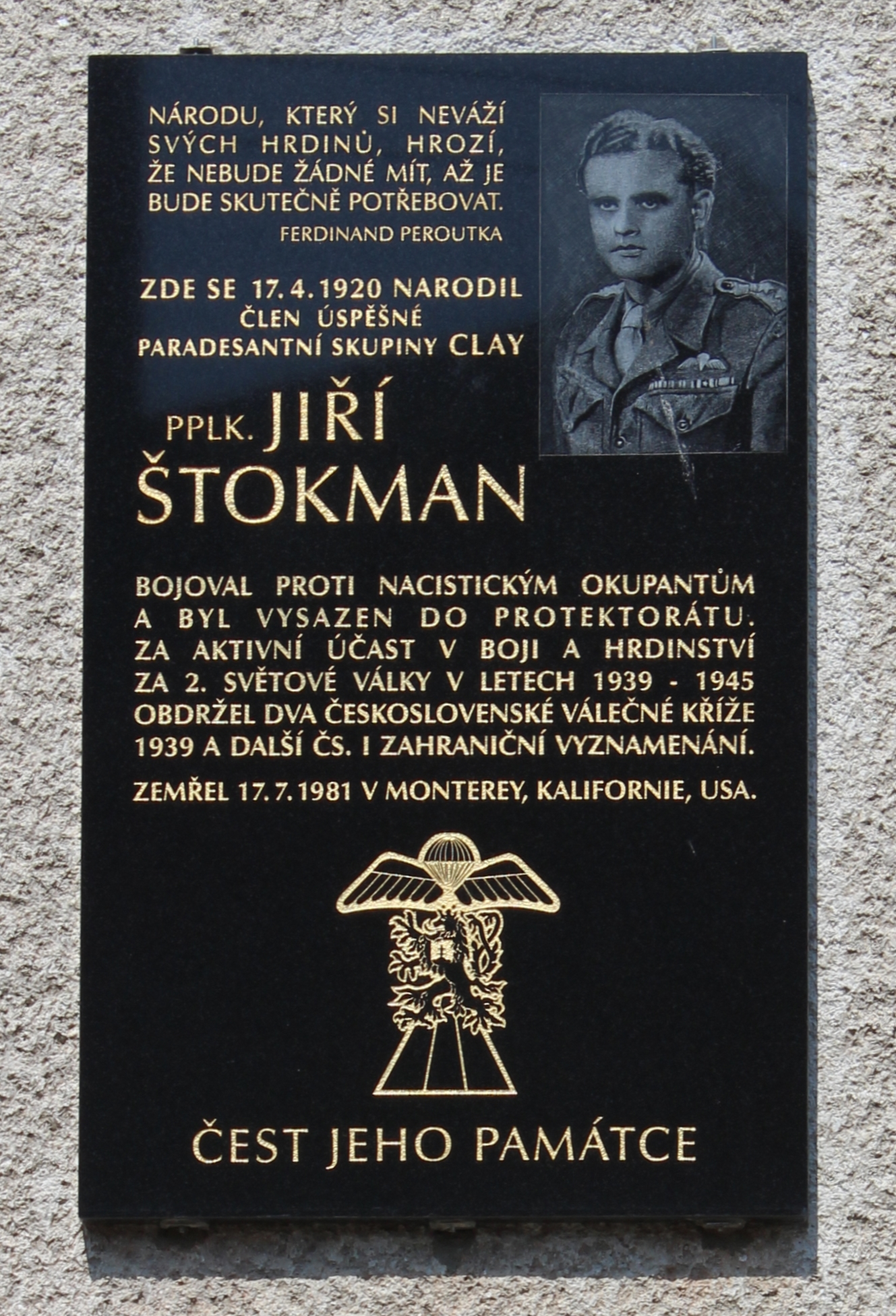
Památník v Buchlovicích

Jiří Štokman (17. dubna 1920 Buchlovice – 17. července 1981 Carmel, USA) byl československý voják a příslušník výsadku Clay.

## Mládí
Narodil se 17. dubna 1920 v Buchlovicích. Otec Jan byl obchodník, matka Eliška, rozená Perlová byla v domácnosti. Měl tři sestry a dva bratry.
Po absolvování obecné školy v Buchlovicích vystudoval gymnázium v Uherském Hradišti. Po maturitě v roce 1939 začal studovat právnickou fakultu Masarykovy univerzity v Brně. Po jejím uzavření v listopadu 1939 se zapojil v řadách Obrany národa do protinacistického odboje.

## V exilu
Před zatčením se 21. prosince 1939 zachránil útěkem a přes Slovensko, Maďarsko (kde byl zatčen, do 28. dubna 1940 vězněn a poté vrácen zpět na Slovensko, podařil se mu až druhý pokus), Jugoslávii, Turecko a Sýrii se dostal do Francie. Po prezentaci u československého zahraničního vojska v Agde byl zařazen ke 3. pěšímu pluku, bojů o Francii se ale nezúčastnil. Po pádu Francie byl 13. července 1940 evakuován do Anglie.
V Anglii byl zařazen k 2. pěšímu pluku. Od ledna do března 1941 absolvoval školu pro důstojníky pěchoty v záloze. V létě 1942, v hodnosti desátníka aspiranta byl zařazen do výcviku pro plnění zvláštních úkolů. Od 27. srpna 1942 do 4. června 1943 absolvoval sabotážní a střelecký kurz, dále kurzy průmyslové sabotáže, parakurz, šifrovací a spojovací kurz a výcvik v civilním zaměstnání. Již v hodnosti četaře aspiranta byl zařazen do skupiny Clay. Od 2. srpna do 30. září 1943 se zúčastnil dvou spojovacích cvičení. V říjnu 1943 se s ostatními přesunul přes Alžír do Itálie, do vyčkávací stanice.

## Nasazení
Po půlnoci 13. dubna 1944 byl spolu s ostatními vysazen u obce Hostišová. Zde působil jako šifrant až do konce války.

## Po válce
Poté, co se po osvobození přihlásil, byl zařazen od 11. června 1945 na hlavní štáb MNO. V roce 1945 byl postupně povyšován až do hodnosti nadporučíka, v roce 1946 byl povýšen do hodnosti kapitána pěchoty. Od 31. srpna 1945 do 17. dubna 1948 pracoval jako instruktor šifrování a bojové přípravy na Vojenské akademii v Hranicích.
17. dubna 1948 byl odeslán na nucenou dovolenou, 23. dubna odešel do západního Německa. Ve Francii se zapojil do odbojové činnosti proti komunistickému režimu v Československu. V rámci této činnosti vyučoval ve zpravodajské škole v Sonthofenu a poté v německém Bensheimu. V roce 1952 se v Anglii oženil s Milenou Hlavatou, rodačkou z Železného Brodu. V roce 1953 se jim narodil syn Michael. Zde byl kontaktován zástupci armády USA pro své znalosti práce v odboji a v roce 1954 odešel do USA. Pracoval jako učitel češtiny v Ústavu obrany státu v Monterey. Po těžké nemoci zde 17. července 1981 zemřel ve věku 61 let v Carmelu.
2. srpna 1948 mu byla hodnost a vyznamenání odňaty.

## Po roce 1989
V roce 1990 byl rehabilitován a in memoriam byl povýšen do hodnosti podplukovníka. 30. dubna 2009 byla na jeho rodný dům v Buchlovicích umístěna pamětní deska.

## Vyznamenání
- 1944 -  Pamětní medaile československé armády v zahraničí se štítky Francie a Velká Británie
- 1944 -  Československý válečný kříž 1939
- 1945 -  druhý Československý válečný kříž 1939
- 1945 -  Československá medaile Za chrabrost před nepřítelem
- 1945 -  Československá medaile za zásluhy II. stupně